# Садали
Са̀дали (на италиански: Dicomano; на сардински: Sàdili, Садили) е село и община в Южна Италия, провинция Южна Сардиния, автономен регион и остров Сардиния. Разположено е на 765 m надморска височина. Населението на общината е 928 души (към 2010 г.).
 До 2005 г. общината е част от провинция Нуоро.